# Rouffignac-de-Sigoulès
Rouffignac-de-Sigoulès település Franciaországban, Dordogne megyében. Lakosainak száma 321 fő (2022. január 1.). Rouffignac-de-Sigoulès Ribagnac, Singleyrac, Sigoulès-et-Flaugeac, Pomport, Monbazillac és Flaugeac községekkel határos.

## Népesség
A település népessége az elmúlt években az alábbi módon változott:
| Lakosok száma | 253  | 281  | 282  | 337  | 347  | 331  | 311  | 301  | 298  | 321  |
|               | 1968 | 1982 | 1990 | 2006 | 2013 | 2015 | 2017 | 2019 | 2020 | 2022 |